# División Mayor del Fútbol Colombiano
La División Mayor del Fútbol Colombiano (Dimayor) es una entidad deportiva que forma parte de la Federación Colombiana de Fútbol y se encarga de organizar, administrar y reglamentar los torneos de fútbol profesional en Colombia: Primera A; Primera B; la Copa Colombia, la Superliga de Colombia y la Liga Femenina.
La Dimayor fue fundada el 26 de junio de 1948 en Barranquilla y su sede se encuentra en Bogotá.

## Evolución histórica
Aquí se encuentra el resumen histórico de las competencias organizadas por Dimayor, no se incluye la Categoría Primera C ya que es organizada por Difutbol, que es el ente rector del fútbol aficionado en Colombia.
| Período     | Primera categoría | Segunda categoría |
| ----------- | ----------------- | ----------------- |
| 1948-1990   | Primera A         | ————              |
| 1991-Actual | Primera A         | Primera B         |

## Sistema de liga
La Primera división es conocida como Categoría Primera A, cuyo nombre comercial es Liga BetPlay desde 2020. En ella se coronan dos campeones en el año, en dos torneos diferentes (Apertura y Finalización), que clasifican a la fase de grupos de la Copa Libertadores del año siguiente. Los dos mejores equipos de la reclasificación (suma total de puntos en un año) que no hayan sido campeones clasifican a una fase previa. Por su parte, participan en la Copa Sudamericana los tres siguientes mejores equipos en la reclasificación que no hayan clasificado a Copa Libertadores y el campeón de la Copa Colombia. Finalmente, los dos equipos ubicados en la penúltima y última posición de la tabla de promedios son descendidos de manera directa al Torneo de Ascenso o la Categoría Primera B del próximo año.
La Segunda división es el torneo de la Categoría Primera B (cuyo nombre comercial es Torneo BetPlay desde 2020), también de rango profesional, el cual otorga a partir de 2015 dos ascensos directos a la Categoría Primera A, eliminando así la llamada «Serie de Promoción» (el enfrentamiento entre el equipo ubicado en la penúltima posición de la tabla de promedios de Primera división y el equipo que ocupaba el segundo lugar en la segunda división).
La Tercera División es el torneo de tercera división del fútbol en Colombia. Es organizado por la División Aficionada del Fútbol Colombiano (Difutbol), entidad dependiente de la Federación Colombiana de Fútbol. A pesar de llamarse Primera C no otorga ascenso a Primera B. El ascenso y descenso desde la Primera B debe ser aprobado por la rama profesional, es decir, requiere el visto bueno de Dimayor.

## Organización
Este artículo trata sobre los torneos organizados por Dimayor. Para el sistema de ligas completo, véase: Fútbol en Colombia

### Formato antiguo (1948-1990)
| Nivel | Categoría   | Nombre                                | Nombre              | Nombre                 | Nombre                   |
| ----- | ----------- | ------------------------------------- | ------------------- | ---------------------- | ------------------------ |
| 1     | Profesional | Primera A (1948-90)                   | Primera A (1948-90) | Primera A (1948-90)    | Primera A (1948-90)      |
| -     | Amateur     |                                       |                     |                        |                          |
| -     | Amateur     | Torneo Nacional de Reservas (1950-80) | División B (1962)   | Torneo Especial (1966) | Segunda Categoría (1968) |

### Formato antiguo (1991-2010)
| Nivel | Categoría   | Nombre                                | Nombre              |
| ----- | ----------- | ------------------------------------- | ------------------- |
| 1     | Profesional | Primera A (1991-10)                   | Primera A (1991-10) |
| 2     | Profesional | Primera B (1991-10)                   | Primera B (1991-10) |
| -     | Amateur     |                                       |                     |
| -     | Amateur     | Torneo Nacional de Reservas (2002-05) |                     |

### Formato actual (Desde 2015)
| Nivel | Categoría   | Nombre               |
| ----- | ----------- | -------------------- |
| 1     | Profesional | Primera A 20 equipos |
| 2     | Profesional | Primera B 16 equipos |

## Sistema de copa
Los dos campeones de los torneos Apertura y Finalización de la Primera A juegan en enero a partidos de ida y vuelta la Superliga de Colombia (comercialmente Superliga BetPlay) para coronar de esta manera al Supercampeón del fútbol colombiano. El vencedor obtuvo desde 2014 hasta 2016 cupo a la Copa Sudamericana del mismo año. A partir de 2017, la Superliga deja de dar cupo al ganador a la Copa Sudamericana, debido al nuevo formato de disputa de esta.
La Copa Colombia, o Copa BetPlay por su nombre comercial, es un campeonato que enfrenta a los 36 clubes profesionales afiliados a la Dimayor (es decir, los equipos de Primera y de segunda división) durante todo un año. El campeón de este certamen obtiene a partir de 2017 el cuarto cupo a la Copa Libertadores del año siguiente.
| Categoría | Copas                                                                                              | Copas                                                                                              | Copas                                                                                              | Copas                                                                                              | Copas                                                                                              | Copas                                                                                              | Copas                                                                                              |
| --------- | -------------------------------------------------------------------------------------------------- | -------------------------------------------------------------------------------------------------- | -------------------------------------------------------------------------------------------------- | -------------------------------------------------------------------------------------------------- | -------------------------------------------------------------------------------------------------- | -------------------------------------------------------------------------------------------------- | -------------------------------------------------------------------------------------------------- |
| 1         | Superliga de Colombia 2 equipos (campeones de los torneos Apertura y Finalización de la Primera A) | Superliga de Colombia 2 equipos (campeones de los torneos Apertura y Finalización de la Primera A) | Superliga de Colombia 2 equipos (campeones de los torneos Apertura y Finalización de la Primera A) | Superliga de Colombia 2 equipos (campeones de los torneos Apertura y Finalización de la Primera A) | Superliga de Colombia 2 equipos (campeones de los torneos Apertura y Finalización de la Primera A) | Superliga de Colombia 2 equipos (campeones de los torneos Apertura y Finalización de la Primera A) | Superliga de Colombia 2 equipos (campeones de los torneos Apertura y Finalización de la Primera A) |
| 1 y 2     | Copa Colombia 36 equipos (de las categorías Primera A y Primera B )                                | Copa Colombia 36 equipos (de las categorías Primera A y Primera B )                                | Copa Colombia 36 equipos (de las categorías Primera A y Primera B )                                | Copa Colombia 36 equipos (de las categorías Primera A y Primera B )                                | Copa Colombia 36 equipos (de las categorías Primera A y Primera B )                                | Copa Colombia 36 equipos (de las categorías Primera A y Primera B )                                | Copa Colombia 36 equipos (de las categorías Primera A y Primera B )                                |

## Fútbol femenino
La Liga Profesional Femenina, cuyo nombre comercial es Liga BetPlay Femenina, es el torneo profesional de fútbol femenino de Colombia, el cual es organizado por la Dimayor. A diferencia de su par masculina, tiene pocos seguidores y genera poca rentabilidad para los equipos participantes y para la Dimayor, pero aun así continúa realizándose para incentivar la práctica del fútbol en las mujeres del país, además de elevar el nivel competitivo de las jugadoras que sean convocadas a la Selección Colombia Femenina de mayores y juveniles. Se corona a un equipo ganador en el año, el cual clasifica a la fase de grupos de la Copa Libertadores Femenina del mismo año.
| Categoría | Divisiones                           | Divisiones                           | Divisiones                           | Divisiones                           | Divisiones                           | Divisiones                           | Divisiones                           | Divisiones                           | Divisiones                           | Divisiones                           | Divisiones                           | Divisiones                           | Divisiones                           | Divisiones                           | Divisiones                           | Divisiones                           | Divisiones                           | Divisiones                           | Divisiones                           | Divisiones                           | Divisiones                           | Divisiones                           | Divisiones                           | Divisiones                           |
| --------- | ------------------------------------ | ------------------------------------ | ------------------------------------ | ------------------------------------ | ------------------------------------ | ------------------------------------ | ------------------------------------ | ------------------------------------ | ------------------------------------ | ------------------------------------ | ------------------------------------ | ------------------------------------ | ------------------------------------ | ------------------------------------ | ------------------------------------ | ------------------------------------ | ------------------------------------ | ------------------------------------ | ------------------------------------ | ------------------------------------ | ------------------------------------ | ------------------------------------ | ------------------------------------ | ------------------------------------ |
| Única     | Liga Profesional Femenina 16 equipos | Liga Profesional Femenina 16 equipos | Liga Profesional Femenina 16 equipos | Liga Profesional Femenina 16 equipos | Liga Profesional Femenina 16 equipos | Liga Profesional Femenina 16 equipos | Liga Profesional Femenina 16 equipos | Liga Profesional Femenina 16 equipos | Liga Profesional Femenina 16 equipos | Liga Profesional Femenina 16 equipos | Liga Profesional Femenina 16 equipos | Liga Profesional Femenina 16 equipos | Liga Profesional Femenina 16 equipos | Liga Profesional Femenina 16 equipos | Liga Profesional Femenina 16 equipos | Liga Profesional Femenina 16 equipos | Liga Profesional Femenina 16 equipos | Liga Profesional Femenina 16 equipos | Liga Profesional Femenina 16 equipos | Liga Profesional Femenina 16 equipos | Liga Profesional Femenina 16 equipos | Liga Profesional Femenina 16 equipos | Liga Profesional Femenina 16 equipos | Liga Profesional Femenina 16 equipos |

## Torneos de clubes
| Torneo                    | Última edición | Campeón vigente   | Más campeonatos                                                             | Estatus     |
| ------------------------- | -------------- | ----------------- | --------------------------------------------------------------------------- | ----------- |
| Primera A                 | 2025           | Santa Fe          | Atlético Nacional (18)                                                      | Profesional |
| Primera B                 | 2024           | Unión Magdalena   | Cúcuta Deportivo (3) Real Cartagena (3) Atlético Huila (3) Boyacá Chicó (3) | Profesional |
| Copa Colombia             | 2024           | Atlético Nacional | Atlético Nacional (7)                                                       | Profesional |
| Superliga de Colombia     | 2025           | Atlético Nacional | Santa Fe (4) Atlético Nacional (4)                                          | Profesional |
| Liga Profesional Femenina | 2024           | Deportivo Cali    | Santa Fe (3)                                                                | Profesional |

Actualizado al 30 de junio de 2025.

## Administración
Acorde con sus estatutos, la Dimayor es administrada por la Asamblea de Clubes afiliados, los cuales toman las decisiones frente a los cargos administrativos como son Presidente y Gerente Deportivo, para cumplir el objetivo de organizar las competencias del fútbol profesional colombiano.

### Presidentes
- Humberto Salcedo F. (1948-1949)
- Germán Ocampo (1949-1950)
- Arturo García (1951-1955)
- José Chalela (1956-1976)
- Rafael McCausland (1977)
- Alfonso Senior Quevedo (1977)
- Joaquín Lozada (1977-1980)
- Jaime Castro Castro (1981-1982)
- León Londoño Tamayo (1983-1988)
- Alex Gorayeb (1989-1990)
- Jorge Correa Pastrana (1990-2002)
- Luis Bedoya (2002-2006)
- Ramón Jesurún (2006-2015)
- Jorge Perdomo (2015-2018)

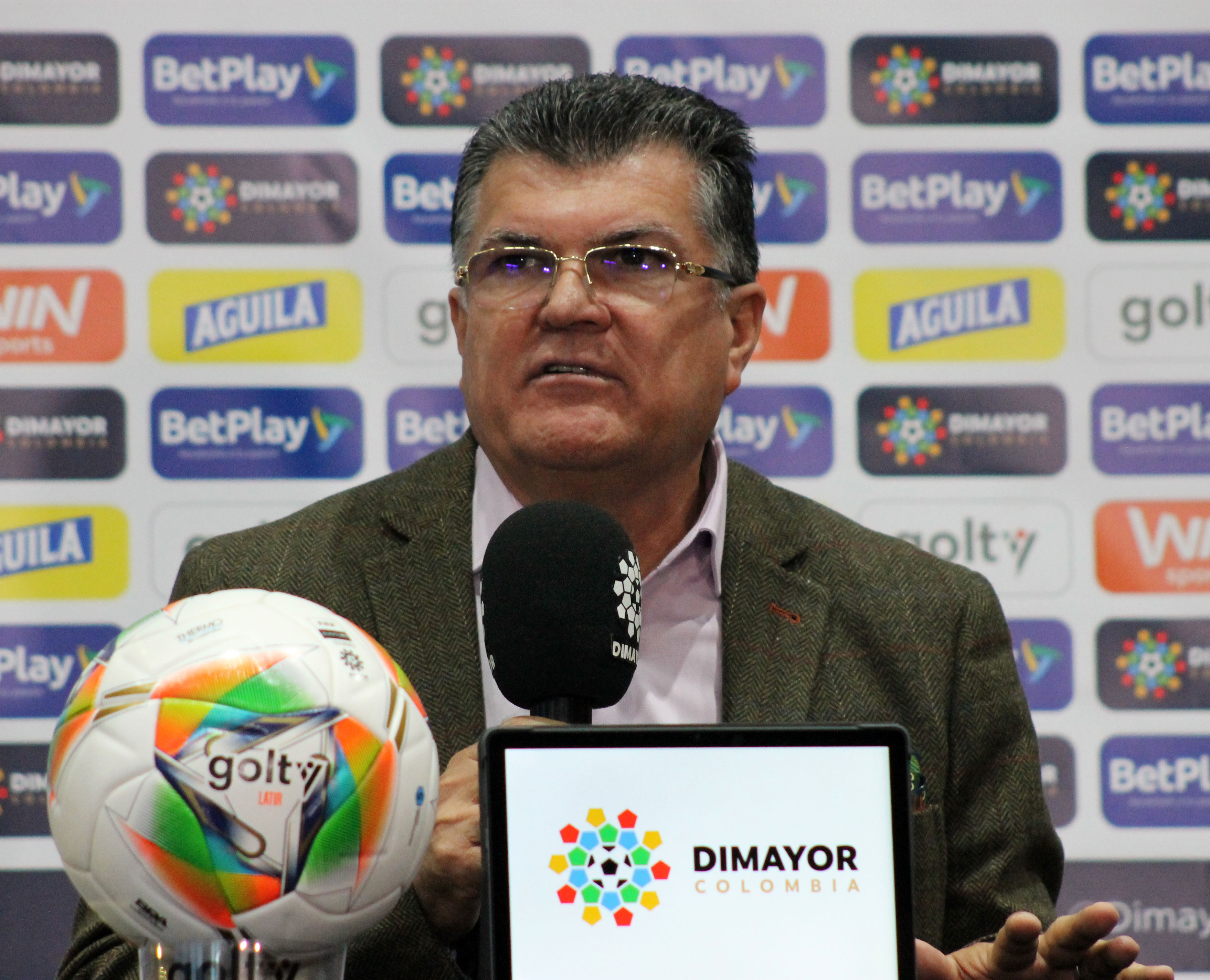
Carlos Mario Zuluaga, presidente de la División Mayor del Fútbol Colombiano.

- Claudia Guerrero (e) (2018 - 31 de julio de 2018)
- Jorge Enrique Vélez (31 de julio de 2018-2020)
- Fernando Jaramillo Giraldo (2020 - 25 de febrero de 2025)
- Ramón Jesurún (e) (26 de febrero de 2025-25 de marzo de 2025)
- Carlos Mario Zuluaga (25 de marzo de 2025-)

(e) Presidente encargado

### Gerentes Deportivos
- Iván Novella (2009-2019)
- Vladimir Cantor (2019-2022)
- Ricardo 'Gato' Pérez (2022-2024)
- Simón Ferro (2024-presente)